# Col de la Géla
Le col de la Géla est un col de montagne pédestre des Pyrénées à 2 706 mètres d'altitude dans le département français des Hautes-Pyrénées, en Occitanie.
Il relie la vallée de Héas à l’ouest, à la vallée de la Géla et est situé entre le pays Toy et la vallée d'Aure.

## Toponymie
L’origine du nom est le mot « geler », ou « gelée ». Il s’écrit sans accent.

## Géographie
Le col de la Géla est situé entre le pic de la Géla (2 851 m) au nord et le pic de Gerbats (2 904 m) au sud. Il est juste en partie nord du cirque de Troumouse.

### Hydrographie
Le col délimite la ligne de partage des eaux entre les bassins de l'Adour côté ouest et de la Garonne côté est, qui se déversent dans l'Atlantique.

## Protection environnementale
Le col est situé dans le parc national des Pyrénées et fait partie d'une zone naturelle protégée, classée ZNIEFF de type 1, « cirques d’Estaubé, de Gavarnie et de Troumouse » et « haute vallée d'Aure en rive droite, de Barroude au col d'Azet » et de type 2 « haute vallée du gave de Pau : vallées de Gèdre et Gavarnie ».

## Voies d'accès
Le versant ouest est accessible depuis la chapelle Notre-Dame de Héas jusqu'à la cabane de l'Aguila puis à la cabane des Aguilous et viser le col.
Sur le versant est on y accède depuis le premier virage en épingle à cheveux de la route (D 173) qui monte au tunnel Aragnouet-Bielsa, après le carrefour D 173-D 118, se détache, à 1 390 m d'altitude, une piste qui remonte la vallée sur son flanc droit en direction du refuge de Barroude (2 373 m) et de Barroude.